# Regimento do Governador-Geral
O Regimento do Governador-Geral ou Regimento de 17 de dezembro de 1548 foi criado por  João III e levado ao Brasil por Tomé de Sousa, então Governador-Geral com o princípio de nortear a administração colonial dessa possessão pelo Reino de Portugal. Continha 48 artigos que disciplinavam detalhadamente a instalação do governo, a concessão de sesmarias, a organização do comércio, e também incluíam medidas para a defesa, trato aos índios, invasores e outros mais.
Esse regimento, por seu caráter organizador, é considerado por alguns como a primeira constituição do Brasil. Aliás, esse não foi o único regimento da América portuguesa. Ao longo do período colonial, o país teve outros regimentos, sendo o de 1677 o último conhecido.